# Cesarina Bracco
Cesarina Bracco (Tollegno, 1920 – Gaglianico, 4 gennaio 2012) è stata una partigiana e scrittrice italiana.

## Biografia
Fin da ragazza con il CAI scalava in cordata le montagne del Biellese, in particolare il Mucrone. Comincia a lavorare in fabbrica come operaia alla filatura di Tollegno a 13 anni.
Sale in montagna con le prime formazioni partigiane, dal 19 settembre del 1943: fu prima staffetta garibaldina del distaccamento "Bandiera", dislocata sulla Serra, quindi membro della 2ª Brigata "Biella" della 75ª Brigata "Giuseppe Boggiani Alpino", successivamente inquadrata nella 5ª Divisione "Maffei" dove rimase sino alla Liberazione. Il suo primo incontro fu con Elvo Tempia commissario politico della 75ª Brigata. Coinvolse poi la cugina Neva e le amiche Nella e Liliana. Tutte e quattro sposarono partigiani delle formazioni biellesi: Cesarina il comandante Ido Festa (Ulcavo), Neva il comandante Piero Germano (Gandhi), Nella Elvo Tempia (Gim), Liliana il comandante Bruno Salza (Mastrilli).
Dopo la liberazione, la Bracco partecipò ai primi scioperi da protagonista e si impegnò nelle battaglie per l'emancipazione delle donne. Fu attivista a Torino del Partito Comunista con il marito.

## Onorificenze
Alla fine della seconda Guerra Mondiale le venne riconosciuta la qualifica di partigiana combattente. Inoltre l'esercito italiano le riconobbe il grado militare di sottotenente. Il 25 aprile del 1980 il comune di Biella le conferisce la medaglia d'argento. Riceve una medaglia di riconoscimento anche dai comuni di Vercelli e Tollegno.

## Scritti
Scrisse La staffetta garibaldina, pubblicato nel 1976, in cui rievoca episodi della sua esperienza e inserisce ulteriori racconti fra cui quello del giovane di Isnello Giovanni Ortoleva, detto Jacon, morto nell'eccidio di Salussola del 9 marzo 1945.